# 심리요법
심리요법(心理療法, 영어: psychotherapy)은 심리치료(心理治療) 또는 심리상담(counseling)으로도 불린다. 심리적 문제가 있는 대상에게 심리학을 이용하여 문제 해결을 돕는 치료 방법으로 심리학적 전문 지식을 갖춘 치료자가 내담자(client)와 인간의 사고, 감정, 행동, 대인관계에 대한 사이에서 자기 자신에 대해서 탐색하도록 안내하여 다양한 자신의 문제들을 이해하고 변화하도록 돕는 직무를 말한다.

## 교육
현재 심리 치료자들은 매우 다양한 치료 방법을 사용한다. 정서적 지지, 설득, 조건 형성 절차, 이완 훈련, 역할 연기, 약물 치료, 바이오피드백, 집단 치료 등이 있다. 치료 방법의 유형은 약 250가지 이상이 있다. 하지만 치료에 대한 접근은 크게 세 가지로 구분할 수 있는데 통찰 치료, 행동 치료, 생물의학적 치료 등으로 나눌 수 있다.
1) 통찰 치료
프로이트의 정신분석적 전통에서 비롯된 방법으로, 일반인들이 심리 치료라고 하면 보통 이 치료적 접근을 생각한다. 통찰 치료에서 환자는 치료자와 장시간에 걸친 언어적 상호작용을 통해 치료 관계를 지속시킨다.
이러한 언어적 상호작용을 하는 이유는 환자 자신의 문제에 대한 이해를 증가시킴으로써 가능한 해결책을 찾기 위한 것이다. 통찰 치료는 개인을 대상으로 할 수도 있고 집단을 대상으로 할 수도 있다.
통찰 치료에도 여러 유형이 있고 이들이 사용하는 치료 방법도 매우 다양하다. 그러나 환자의 자기 인식과 성격 및 행동의 건전한 변화를 유도하기 위해 언어적 상호작용을 한다는 점에서는 공통적이다. 통찰 치료는 약 200여 가지로 구분할 수 있지만, 그 중 가장 대표적인 것이 정신분석, 내담자(환자) 중심 치료, 인지 치료 및 집단 치료이다.
2) 행동 치료
행동 치료는 학습 원리에 근거를 두고 있으며, 행동 치료자들은 그 행동이 무의식적 갈등 때문인지 혹은 부모의 거부 때문인지에 대해서 관심을 갖기보다는 문제 반응과 부정적 습관을 직접 고쳐주려는 행동 변화를 시도한다.
예컨대, 병적 도박이 있는 경우 행동 치료자는 환자의 부적응적 행동인 도박 행동의 제거에 초점을 두고, 병적 도박 행동을 제거하기 위한 구체적인 치료 계획을 수립한다. 다양한 문제 유형에 따라 고전적 조건 형성, 조작적 조건 형성, 관찰 학습 등과 같은 상이한 치료 절차를 적용한다.
3) 생물의학적 치료
생물의학적 치료는 심리 장애와 관련 있는 증상을 감소시키기 위해 생리학적 개입 방법을 적용하는 방법으로써 개인의 생물학적 과정에 직접적인 영향을 준다. 가장 널리 사용하는 치료 절차는 약물 치료와 전기 충격 치료인데 생물의학적 치료라는 용어가 시사하는 바와 같이 생물의학적 치료는 정신과 의사들만이 할 수 있다.
이외의 심리치료의 세부적으로는 놀이 치료, 미술 치료, 음악 치료, 춤동작치료, 독서 치료, 연극치료 등을 꼽을 수 있다.

## 유형

### 인본주의치료
- 인본주의치료(Humanistic therapy) 혹은 경험적 치료(experiential therapy)는 인본주의 심리학(humanistic psychology)에 기반하고 있으며, 행동주의(behaviorism)와 정신분석학(psychoanalysis)에 대응하면서 탄생하였기에 '제3세력(the third force)'이라는 별명이 있다. 인본주의치료는 인간의 성장 발달과 욕구에 초점을 맞추고 있어, 개인의 주관적인 의미에 주목하고, 운명결정론(determinism)에 반대하며, 병증이나 증상보다는 긍정적인 성장에 관심을 보인다. 일부 연구자는 인간의 잠재력을 극대화하는 타고난 인간 능력(human capacity)인 자기실현경향(the self-actualizing tendency)을 사실로 전제한다. 치료 과업은 이러한 경향을 북돋을 수 있는 관련 환경을 조성하는 것이다. 인본주의 심리학은 인간이 의미를 창조하는 것만을 통하여 의미를 발견할 수 있다는 실존주의(existentialism)에 근간을 둔다. 이는 실존치료(existential therapy)의 목표이기도 하다. 실존치료는 철학적으로 현상학(phenomenology)과도 연관되어 있다.
- 인간 중심 치료(Person-centered therapy) 혹은 내담자 중심 치료(client-centered therapy)는 치료자가 열린 마음, 공감, 무조건적인 긍정적 존중을 보여서 내담자가 자아를 표출하고 발달시키도록 돕는다.
- 게슈탈트 치료(Gestalt therapy) 혹은 집중치료(concentration therapy)는 실존적/경험적 형태로 환자와는 동떨어진 상황들을 이야기하는 것으로 시작하여, 환자가 행한 활동과 직접 연관되는 최근의 경험들로 옮겨 감으로써, 삶의 다양한 맥락에 대하여 쉽게 알 수 있도록 한다. 다양한 영향들에서 유래하여 정신분석의 정밀검사를 포함한다. 현상학적 방법(phenomenological method), 대화적 관계(dialogical relationship), 필드-이론적 전략(field-theoretical strategies), 실험적 자유(experimental freedom) 네 가지 이론을 기반으로 설립되었다.
- 인간 소여 치료(human givens therapy)는 보다 간단한 형태의 인본주의치료로서 1998년(혹은 1999년)에 소개되었다. 안정(security), 자율(autonomy), 사회적 연결(social connection)과 같은 정서적 욕구(emotional needs)를 규명하는 것에 기반한 해결중심적 개입(solution-focused intervention) 방식이다. 또한 다양한 교육적 심리학적 방법을 사용하여, 이러한 욕구들을 적절하게 충족시키는 방안을 모색한다.

### 통찰지향 심리치료
통찰지향 심리치료(Insight-oriented psychotherapy)는 무의식 과정을 드러내거나 해석하는 것에 주목한다. 보통 정신역동 심리치료(psychodynamic psychotherapy)를 의미한다. 정신분석은 가장 오래되고 강렬한 유형으로서 이러한 심층심리학(depth psychology)의 적용은 자유연상(free associations), 공상(fantasies), 꿈(drems)을 포함한 환자들의 모든 사고를 언어화하는 것을 돕고, 이로부터 분석가는 환자의 통증과 성격 문제를 유발하는 과거와 현재의 무의식적 갈등을 언어로 구성한다.
정신분석학에는 정신역동이론(psychodynamic theory)에 영향을 준 프로이트학파(Freudian), 자아심리학(ego psychology), 대상관계이론(object relations theory), 자기심리학(self psychology), 대인관계 정신분석학(interpersonal psychoanalysis), 관계 정신분석학(relational psychoanalysis) 6가지 학파가 있다. 분석적 집단 치료(analytic group therapy)를 위한 기술도 발전해 왔다.

### 인지행동치료(CBT)
- 행동치료(Behavior therapy)는 응용행동분석(applied behavior analysis) 혹은 행동수정(behavior modification)을 포함한 행동적 기법들(behavioral techniques)을 사용하며, 부적응적 행동 유형을 변화시켜 정서반응(emotional response), 인지, 타인과의 대인관계를 향상시키는 것이다. 기능분석치료(Functional analytic psychotherapy)는 이러한 접근 방식 중 한 형태이다. 원래 행동치료는 실증적(empirical, 데이터에 따라 처리), 맥락적(contextual, 환경과 맥락에 주목), 기능적(functional, 행동의 최종적 결과나 효과에 관심을 갖는), 확률적(probabilistic, 행동을 통계적으로 예측가능하다고 봄), 일원론적(monistic, 심신이원론을 거부하고 인격체를 하나의 단위로 다룸), 상관적(relational, 양방향적 상호작용 분석)이다.
- 인지치료(Cognitive therapy)는 감정과 행동을 향상시키기 위하여 사고를 변화시키는데에 바로 주목한다.
- 인지행동치료(Cognitive behavioral therapy, CBT)는 이 두가지 접근 방식을 결합하려는 시도로서, 인간의 인지, 감정, 행동을 구축하고 재구축하는데 초점을 맞춘다. 인지행동치료에서 치료자는 다양한 양식을 통하여 내담자가 사고 방식, 감정 표출, 행동 수행 등의 방식에 있어 문제가 있다고 평가하고 이를 인식하면서 다루는 것에 도움을 준다. 합리정서행동치료(Rational emotive behavior therapy, REBT), 지속노출치료(Prolonged exposure therapy, PE) 등은 인지행동치료의 한 종류이다.
- '제3의 물결 심리치료(third wave psychotherapy)'라는 개념은 임상심리학 분야에서 동양철학의 영향을 받은 부분이다. 명상(meditation) 등과 같은 원리(principles)를, 경계선성격장애(borderline personality disorder) 환자를 위한 마음챙김에 기반한 인지치료(mindfulness-based cognitive therapy), 수용전념치료(acceptance and commitment therapy), 변증법적 행동치료(dialectical behavior therapy) 등과 같은 개입(intervention)에 포함시키는 것이다.
- 대인관계치료(Interpersonal psychotherapy, IPT)는 비교적 간단한 형태의 심리치료로서 인지행동치료와 정신역학접근에서 유래하였다. 점차 연구가 많이 되고 있으며 몇몇 조건에서는 지침에 의하여 보증된다. 기분과 사회적 환경의 연결에 주목하여, 사회적 기술(social skill)과 사회적 지지(social support)를 구축하는데 도움을 준다. 현재 대인관계 역할과 상황에 대한 적응을 발전시키는 것을 목표로 한다.
- 기타유형으로는 현실치료/선택이론(reality therapy/choice theory), 중다양식 치료(multimodal therapy)이 있다. 특정 장애에 대한 치료로서는 인지적과정요법(cognitive processing therapy, CPT)이나 안구운동 민감소실 및 재처리 요법(EMDR)과 같은 외상후스트레스장애(PTSD) 치료법이 있다. 약물남용치료로는 재발방지(relapse prevention)와 유관성 행동치료(contingency management)가 있다. 강박장애(Obsessive–compulsive disorder) 치료법으로는 노출및반응방지법(Exposure and Response Prevention, ERP)이, 이중진단장애(co-occurring disorder)에 대한 치료는 안전기반치료(seeking safety)가 있다.

## 같이 보기

### 증상

#### 인격장애
- 인격장애
- A군(Cluster A), 기이형
  - 분열성 인격장애(SPD)
  - 분열형 인격장애(STPD)
  - 편집성 인격장애(PPD)

- B군(Cluster B), 충동형
  - 경계선 인격장애(BPD)
  - 반사회성 인격장애(APD)
  - 연극성 인격장애(HPD)
  - 자기애성 인격장애(NPD)

- C군(Cluster C), 불안형
  - 강박성 인격장애(OCPD)
  - 의존성 인격장애(DPD)
  - 회피성 인격장애(AvPD)

#### 기타 정신 관련 증상
- 강박장애(OCD)
- 망상장애
- 외상후스트레스장애(PTSD)
- 조현병
- 편집증

### 치료
- 가족치료
- 게슈탈트치료
- 노출 요법
- 메타인지치료(상위인지모형)
- 명상
- 변증법적 행동치료
- 수용전념치료
- 연극치료
- 인간중심치료
- 인지치료
- 인지행동치료
- 전이중심 심리치료
- 지속노출치료
- 합리정서행동치료

### 인물
- 오토 컨버그(Otto Friedmann Kernberg)
- 존 가트만(John Mordecai Gottman)
- 지그문트 프로이트(Sigmund Freud)
- 하인츠 코헛(Heinz Kohut)

### 심리학 이론
- 관계 정신분석학(relational psychoanalysis)
- 긍정심리학(positive psychology)
- 대상관계이론(object relations theory)
- 대인관계 정신분석학(interpersonal psychoanalysis)
- 심리학
- 인본주의 심리학(humanistic psychology)
- 자기심리학(self psychology)
- 자아심리학(ego psychology)

### 기타
- 정신과
- 정신보건임상심리사